# Mongolia en los Juegos Paralímpicos de Vancouver 2010
Mongolia estuvo representada en los Juegos Paralímpicos de Vancouver 2010 por dos deportistas masculinos. El equipo paralímpico mongol no obtuvo ninguna medalla en estos Juegos.